# Puyo Puyo!! 20th Anniversary
Puyo Puyo!! 20th Anniversary (ぷよぷよ!! Puyopuyo 20th anniversary) est un jeu vidéo de puzzle développé par Sonic Team et édité par Sega, sorti sur Nintendo DS le 14 juillet 2011 à l'occasion des vingt ans de la série Puyo Puyo. Le jeu sort ensuite sur Wii, Nintendo 3DS, et PlayStation Portable le 15 décembre 2011.

## Système de jeu
Au total, le jeu dispose de 20 modes de jeu, dont 8 nouveaux modes, et 5 modes cachés de Puyo Puyo! 15th Anniversary. Sauf dans les modes Mission et Pair Puyo, un joueur est éliminé quand il/elle sort en tête, et le dernier joueur (ou latéral) debout gagne le tour.